# Ню Йорк Таймс
„Ню Йорк Таймс“ (на английски: The New York Times) е третият по популярност всекидневник в САЩ, издаван в Ню Йорк и разпространяван и в много други страни по света. Той е притежаван от „Ню Йорк Таймс Къмпани“, която издава и други големи вестници като „Интернешънъл Хералд Трибюн“, „Бостън Глоуб“ и още 40 други издания.

## История
„Ню Йорк Таймс“ е основан на 18 септември 1851 г. от Хенри Джарвис Реймънд и Джордж Джоунс. Реймънд също така е един от основателите на АП през 1856 г. Адолф Окс придобива „Ню Йорк Таймс“ през 1896 г. и под неговото ръководство вестникът придобива международна слава. Той повишава тиража му и издига неговата репутация. През 1897 г. именно Окс поставя лозунга „За всички новини, който стават за отпечатване“, който се възприема от мнозина като леко заяждане с конкурентните вестници в Ню Йорк като например „Ню Йорк Уърлд“ и „Ню Йорк Джърнъл Американ“, известни с „жълтите“ си статии. След като централният офис на вестника се премества в нова сграда на 42-ра улица, това пространство през 1904 г. е наречено Таймс Скуеър. Девет години по-късно Ню Йорк Таймс отваря допълнителен офис на номер 229 на 43-та улица, която е централната „квартира“ на вестника, тъй като офисът на 42-ра улица е продаден през 1962 г.
Първоначалният замисъл е „Ню Йорк Таймс“ да се публикува всяка сутрин с изключение на неделя, но по време на Гражданската война започва да се издава и в неделя, което е практика на другите големи издания. Вестникът печели първата си награда Пулицър за репортажи и статии, посветени на Първата световна война през 1918 г. През 1919 г. прави първата си трансатлантическа доставка за Лондон.
Известната кръстословица на Ню Йорк Таймс се появява за първи път през 1942 г. като притурка. „Ню Йорк Таймс Корп.“ купува радиостанцията за класическа музика WQXR през 1942 г. Посветената на мода секция почва да се публикува през 1946 г. „Ню Йорк Таймс“ също така стартира през 1946 г. и международно издание, което обаче спира да се издава през 1967 г., когато се присъединява към собствениците на International Herald Tribune и „Уошингтън Пост“ и заедно почват издаването на International Herald Tribune в Париж. Делото Ню Йорк Таймс срещу Съливан от 1964 г. представлява значимо събитие, свързано с правното определение на „клевета“. Този случай поставя стандартите за определяне на понятието „преднамерена злонамереност“. Рубриката на Ню Йорк Таймс за колумнисти стартира през 1970 г., а през 1996 г. минава и в уеб пространството, като дава достъп на читателите си от цял свят до съдържанието си чрез уебсайта си. Новият главен офис на вестника представлява небостъргач, проектиран от Ренцо Пиано, като адресът му е пресечката на 41-ва улица и 8-о авеню в Манхатън, вестникът се премества там през 2007 г.

## Ню Йорк Таймс днес
Според мнозина днес „Ню Йорк Таймс“ е най-надеждният и уважаван ежедневник в Америка. Традиционно в него се отпечатват пълни стенограми на важи изказвания и дебати, като например президентските дебати. Вестникът е собственост на „Ню Йорк Таймс Къмпани“, в която наследниците на Адолф Окс и в частност семейството Сулцбергер, имат водеща роля.
Ню Йорк Таймс е спечелил 90 награди Пулицър, което представлява най-престижната награда за журналистика в САЩ и която се връчва от Колумбийския университет, като Ню Йорк Таймс държи рекорда за най-много награди за една година – 7 за 2002 г. През 1971 г. започва развитието на случая с „Досиетата на Пентагона“, което в своята същност представлява публикуване на анонимно предадени официални документи, от които е видно, че правителството на САЩ умишлено е създавало нереалистично положителна картина на Виетнамската война. Това води до делото „Ню Йорк Таймс срещу САЩ“ от 1971 г., в което Върховният съд постановява, че „забраната за публикуване“, която правителството иска за определени печатни материали, противоречи на Конституцията на САЩ. През 1972 г. Ню Йорк Таймс разкрива „експеримента Тускигий“, при който на чернокожи американци, страдащи от сифилис, тайно и в продължение на години е отказвано лечение. За това деяние президентът Бил Клинтън (демократ) се извинява публично в церемония, която остава завинаги в съзнанието на американската общественост. През 2004 г. Ню Йорк Таймс печели наградата „Пулицър“ за серия от статии на журналистите Дейвид Барстоу и Лоуел Бергман, изследващи проблема за безопасността на работното място.
Ню Йорк Таймс е базиран в град Ню Йорк, щата Ню Йорк. Има 16 бюра в региона на Ню Йорк, 11 бюра в САЩ и 26 бюра по света. Към 26 декември 2004 г. средния дневен тираж на Ню Йорк Таймс е 1 124 700 броя, а в неделя е 1 669 700 броя.

## Основни секции
Вестникът е организиран в следните три секции:
1. Новинивключва международни, национални, за Вашингтон, бизнес, технология, наука, здраве, спорт, регион Ню Йорк, образование, времето, некролози и поправки.
2. Мнениявключва редакционни, Op-Eds (нередакционни) и писма до редактора.
3. Очерцивключва изкуство, книги, филми, театър, пътешествия, навигатор за Ню Йорк, храна & вино, дом и градина, мода & стил, кръстословица/игри, анимации, списание „Ню Йорк Таймс“, включено в неделното издание на вестника, и седмичен преглед.

## Представяне
Погледнато стилистично, вестникът е по-скоро консервативен. Когато се говори за хора, се посочва тяхното качество (напр. заеман пост), а не само фамилиите (изключение прави спортната секция на вестника, където фамилиите без обръщение). Стремежът е в заглавията да бъдат описателни, а към основите статии има подзаглавие, което дава допълнителна информация за статията. Ню Йорк Таймс се отпечатва във формат от 8 колони, и то години след като другите вестници преминаха във формат от 6 колони, като Ню Йорк Таймс е един от последните вестници, който допусна цветни фотографии на страниците си.

## Гафове
- През 1920 г. в редакционна статия Ню Йорк Таймс осмива Робърт Годард за неговото твърдение, че е възможно ракета да лети в космоса. През 1969 г., дни преди Appolo 11 да кацне на Луната, вестникът публикува поправка на грешката си:

„Последващите експерименти и изследвания потвърдиха откритията на Исак Нютон, направени през 17 век, и сега може да се счита за доказано по безспорен начин, че ракета може да функционира в безвъздушно пространство, а също и в атмосферата. Ню Йорк Таймс съжалява за по-рано допусната грешка.“
- На няколко пъти Ню Йорк Таймс публикува „предварителни“ некролози:

За професор Уилям Баер (William Baer) (1942 г.), подведени от измама на негови студенти.
За Алан Абел (1980 г.), който сам обявява смъртта си като част от сложен план за измама.
За балерината Катрин Сергава (2003 г.), като некрологът се базира на по-ранен такъв, сгрешен в „Daily Telegraph“.
- Значително по-сериозни са обвиненията на определени кръгове, че Ню Йорк Таймс не е обърнал достатъчно внимание на доказателствата, че Третият райх има за цел извършването на геноцид спрямо хората от еврейски произход; причината за „липсата на внимание“ според някои са били съществуващите опасния у редакторите на вестника да не изглеждат в очите на обществото прекалено ангажирани с еврейската кауза.
- През 2004 г. Ню Йорк Таймс официално се извинява на своите читатели[12], че не е провел достатъчно собствени разследвания и е бил оставен да бъде заблуден от администрацията на президента Джордж Уокър Буш (Републиканска партия|републиканец) за наличието на оръжия за масово поразяване в Ирак.[13][14]

## Обвинения в пристрастност

### Прекалено ляв
Някои читатели на Ню Йорк Таймс са убедени, че представяните от вестника новини имат определен ляв уклон. Освен другите неща, смесването на културна критика и политически коментари в секцията „Изкуство“ на вестника е доказателство за пристрастие. Например филмовата критика на А. О. Скот съдържа кратки критики срещу консервативната общност, а колумнистът Франк Рич често атакува дясната консервативна общност.
В секцията на редовните колумнисти, която се списва при широка независимост от останалото съдържание на вестника, а съдържанието ѝ е много рядко е подлагано на редакторска намеса, са представени широка палитра от възгледи. Според някои тази смесица от възгледи не е балансирана и липсата на този баланс демонстрира левите пристрастия на вестника. Към 2005 г. списъкът на редовните колумнисти е следният: вляво – Морийн Доуд, Пол Кругман и Боб Хърбът, Николъс Кристоф вляво-център, Томас Фридман в центъра, Дейвид Брукс и Джон Тирни вдясно. Все пак да се определи позицията на колумниста в относително едноизмерната американска политическа действителност е доста трудно и определено не отразява пълнотата на неговите възгледи. Например Морийн Доуд е отявлен критик на президента Бил Клинтън, Кругман (икономист по професия) поддържа центристки възгледи, но впоследствие започна да критикува администрацията на Джордж У. Буш, а либертарианско–консервативният колумнист Уилям Сайфър насочи своите критики към Патриотичния акт.
Рикардо Пуглиси от Лондонското училище по икономика представи изследване на тема избора на колумнисти на Ню Йорк Таймс за периода 1946 г. до 1994 г., което носи заглавието „Да бъдеш Ню Йорк Таймс: Политическото поведение на един вестник“. Неговите изводи са, че Ню Йорк Таймс изразява пристрастия към Демократическата партия и има някои контролни функции. Например по време на предизборните кампании за президент вестникът систематично отделя повече внимание на теми, които са типични за Демократическата партия – гражданските права, здравеопазване, синдикализъм, осигурителна система, но според изследването това става само когато действащият президент е републиканец.
Като допълнение може да се каже, че редакционната страница на Ню Йорк Таймс не е подкрепяла официално претендента за президент от Републиканската партия от 1956 г. (тогава Дуайт Д. Айзенхауер).

### Прекалено консервативен
Обратно на горното, много ляво ориентирани читатели смятат, че статиите на Ню Йорк Таймс, посветени на външната политика, са пристрастни към консервативната идеология. В книгата си Ноам Чомски „Изработването на съгласие: Ноам Чомски и медиите“ твърди, че вестникът умишлено не е обърнал внимание на бруталната инвазия и окупация от страна на Индонезия на Източен Тимор и смята това за ясно доказателство на факта, че Ню Йорк Таймс подкрепя дясно консервативната идеология по отношение на международните събития.
Някои ляво ориентирани читатели смятат, че статиите на Ню Йорк Таймс, посветени на икономическата политика, обръщат повече внимание на проблемите на високата средна класа, отколкото на по-бедните слоеве на населението.
На трето място журналисти като Елизабет Бамълър и Адъм Нагорни са обвинявани от ляво ориентирани читатели, че не отразяват политическите процеси в пълнота и може да се смята, че така облагодетелстват (може би несъзнателно) десните движения.

## Разлика между новини, коментари и реклами
На 25 ноември 2002 г. Ню Йорк Таймс пуска статия на първа страница със заглавие „CBS остава мълчалива за отказа да се допуснат жени в голф–клуб в Аугуста“, която статия е част от поредица, която има за предмет политиката на голф–клуб в Аугуста, част от веригите турнири Мастерс; в нея се призовава за бойкот на събитието. Мнозина критици на Ню Йорк Таймс смятат, че това е навлизане на субективното мнение на редакторите в място, в което трябва да се публикуват новини. Мики Каус, главен редактор, и Хоуел Рейнс са „на крачка от сливане на личното желание за реакция от определена институция с това то да стане новина“.
Ню Йорк Таймс бива критикуван и затова че е позволил на „Exxon-Mobil Corporation“ да отпечатва постоянна платена реклама, оформена като статия в редакционната секция, но трябва да се посочи, че става дума за практика, която е обикновена за американските вестници.
Някои изследвания твърдят, че коментарите на колумнистите и писмата до редактора всъщност са повод да се изрази острата редакционна позиция на вестника, с цел в редакционните статии, които обвързват вестника, да се заеме една по умерена позиция по същия въпрос.

## Вътрешен контрол на Ню Йорк Таймс за пристрастност
През лятото на 2004 г. омбудсманът на Ню Йорк Таймс – Даниел Окрънт (Daniel Okrent), пише становище, в което набеждава Ню Йорк Таймс в пристрастия към левите идеи. В него той стига до извода, че отразяването от страна на Ню Йорк Таймс на теми, като браковете между партньори от един пол и други събития в обществото, се прави от пристрастна лява гледна точка. Той добавя, че това пристрастие отразява космополитната природа на вестника, която е естествена поради това, че Ню Йорк Таймс е местен за Ню Йорк Сити вестник – градът, който в най-голяма степен може да се счита за космополитен и урбанистичен.

## Скорошни спорове и противоречия
През 2003 г. Ню Йорк Таймс признава журналистическа измама, извършена за период от няколко години от журналиста на вестника Джейсън Блеър (Jayson Blair), което поставя под съмнение реномето и професионализма на вестника, въпреки че Блеър веднага подава оставка. Поставени са въпроси за отношението на вестника към малцинствата, тъй като Блеър е афроамериканец. Няколко висши мениджъри, сред които и шефът на редакционната колегия, подават оставка във връзка с инцидента.
На 26 май 2004 г. Ню Йорк Таймс прави друго важно признание за свои журналистически неуспехи, като признава, че поради публикуване на твърдения, които не са подкрепени с факти, е спомогнал за изграждането на убеждение у публиката, че Ирак притежава значителни запаси от оръжия за масово поразяване. Макар и да не се споменава изрично в тази редакционна статия, голяма част от материалите са написани от журналистката Джудит Милър. През юли 2005 г. тя предпочита да влезе в затвора вместо да издаде своя анонимен източник. По този начин продължава традицията на Ню Йорк Таймс за защита на свободата на пресата. Тя ще остане в затвора докато тече разследването или докато се съгласи да свидетелства. Присъдата е издадена не за написана статия, а за подозрението, че Милър е водила разговори с високопоставено лице от администрацията на Джордж У. Буш и по този начин е научила, че Валери Палмър е сътрудник под прикритие на ЦРУ. „Г-жа Милър жертва своята свобода в името на по-висша свобода – свободата на словото“, посочва Ню Йорк Таймс в редакционна статия.
На 30 септември 2005 г. Джудит Милър е освободена от федералния затвор след получаването на изрично писмено съгласие от нейния източник – Луис Либи, началник на канцеларията на вицепрезидента Дик Чейни, да даде показания пред специалния разследващ прокурор по повод изтичането на информация от ЦРУ. На 10 ноември 2005 г. е обявено в статия на вестника, че е постигнато взаимно съгласие за прекратяване на договорните отношения между Ню Йорк Таймс и г-жа Милър, като по този начин се слага край на нейната кариера във вестника, продължила 28 години.
На 5 октомври 2014 г. е публикувана статията на Марго Каплан „Педофилията: разстройство, но не престъпление“, в която педофилите се делят на „добродетелни“, които въпреки влечението си не са посягали на деца, и такива, които на практика злоупотребяват сексуално с малолетни, и се изисква от американският Конгрес да включи педофилите в програмите за защита от Дискриминация на лицата, страдащи от ментални разстройства в областта на здравните грижи, образованието и заетостта, а сексуалното привличане към деца е обявено за „вродено“, „естествено“, а следователно, освен в случаите, в които е свързано със сексуално посегателство – и „неосъдително“. 